# Двурогий бычок
Двурогий бычок (лат. Enophrys diceraus) — вид морских лучепёрых рыб семейства рогатковых отряда скорпенообразных. Встречается в северной части Тихого океана.

## Таксономия
Двурогий бычок был впервые официально описан как Cottus diceraus в 1787 году немецким зоологом Петером Симоном Палласом, а его типовым местом обитания была Камчатка. В 1829 году французский зоолог Жорж Кювье описал Cottus claviger, также с Камчатки, а в 1839 году английский зоолог Уильям Джон Свенсон предложил новый монотипический род для видов Кювье, который он назвал Enophrys. Позже C. claviger Кювье оказался синонимом C. Палласа, diceraus, но это типовой вид рода Enophrys. Видовое название diceraus означает «двурогий», имея в виду предкрышечные шипы, по одному на каждой стороне головы.

## Внешний вид и строение
Двурогий бычок имеет длинный прямой шип на части щеки, предоперкулярный шип, который выходит за пределы жаберной крышки и имеет от 2 до 8 вспомогательных шипов или шипиков. Слезная кость имеет раздвоенный лоскут, простирающийся вниз по верхней челюсти. Есть 2 спинных плавника, которые поддерживаются от 7 до 8 шипами и от 12 до 15 мягких лучей, а анальный плавник имеет 10 или 13 мягких лучей. На макушке имеются 2 хорошо развитых костных гребня. Крупные чешуи боковой линии пластинчатые, имеют 1 или 2 киля и грубый край. Максимальная опубликованная общая длина этого вида составляет 38 см.

## Распространение и среда обитания
Встречается в субарктической части Тихого океана от северной части Японского моря до мыса Хоуп на Аляске и в Чукотском море до острова Амчитка на Алеутских островах. Это донный вид, обитающий в прибрежных водах на глубине от 4 до 600 м на субстрате из песка, ила и камней.

## Образ жизни и питание
Двурогий бычок поедает донных беспозвоночных, особенно ракообразных и моллюсков, взрослые особи также едят офиур. Взрослые особи перемещаются на мелководье для нереста, молодь переходит к придонному образу жизни при длине от 13 до 24 мм, и рыбы становятся половозрелыми при длине тела 18 см. Они образуют скопления для нагула и нереста на юге своего ареала в заливе Петра Великого и в центральных частях вдоль материкового азиатского побережья и у южной части Сахалина.